# 日立シビックセンター
日立シビックセンター（ひたちシビックセンター）は、茨城県日立市にある日立市立の文化センターである。管理・運営は、地下駐車場、記念図書館、視聴覚センターを除き、指定管理者制度に基づき、公益財団法人日立市民科学文化財団が行っている。

## 歴史
1988年（昭和63年）7月に着工し、1990年（平成2年）11月8日に日立シビックセンターが開館した。2006年（平成18年）4月1日に公益財団法人日立市科学文化情報財団が指定管理者となった。
2016年（平成28年）にはKENPOKU ART 2016 茨城県北芸術祭の作品展示場所のひとつになった。
ル・コルビュジエに師事した建築家、坂倉準三氏が創設した研究所を前身とする坂倉建築研究所が設計し、1992年にBCS賞（建築業協会賞）を受賞している。

### 年表
- 1977年（昭和57年） - 「日立駅前開発基本構想」がまとまる[4]。
- 1983年（昭和58年）
  - 3月 - 日立市と日本鉱業株式会社との間で、日立鉱山の鉱物積出しヤードの跡地を含む約12.5 haの土地に関する売買契約を締結[4][5]。
  - 12月 - 「日立駅前開発整備計画」を策定[4][6]。
- 1985年（昭和60年）12月 - 都市施設等の都市計画が決定[4]。
- 1987年（昭和62年）1月 - 日立シビックセンター設計コンペ実施（5月まで）[4]。
- 1988年（昭和63年）
  - 3月 - 日立シビックセンター実施設計完了[4]。
  - 7月 - 日立シビックセンター建設工事着工[4]。
- 1990年（平成2年）
  - 11月 - 日立シビックセンター一部供用開始[4]。
  - 12月 - 科学館、交流サロン、情報プラザ供用開始[4]。
- 1992年度（平成4年度） - 遊びと創造の都市（まち）「日立駅前地区」が公益財団法人 日本都市計画学会の「計画設計賞」を受賞する[7]。
- 1994年（平成6年）12月 - 「日立駅前開発整備事業」換地処分及び清算事業が終了[8]。
- 2010年（平成22年）10月 - 「日立シビックセンター天球劇場」リニューアル工事着工[9]。
- 2011年（平成23年）
  - 3月11日　- 東日本大震災により被災[10]。
  - 4月 - 復旧工事着手[10]。
  - 7月20日 - 日立シビックセンター天球劇場がリニューアルオープン[9]。
  - 8月 - 復旧工事完了[10]。
- 2019年（令和元年）6月4日 - 「日立シビックセンター科学館・天球劇場」の入場者数が300万人に到達する[11]。
- 2020年（令和2年）12月 - 日立シビックセンター科学館の愛称が「サクリエ」に決定[12]。
- 2021年（令和3年）4月17日 - 日立シビックセンター科学館がリニューアルオープン[13][14][15][16][17]。

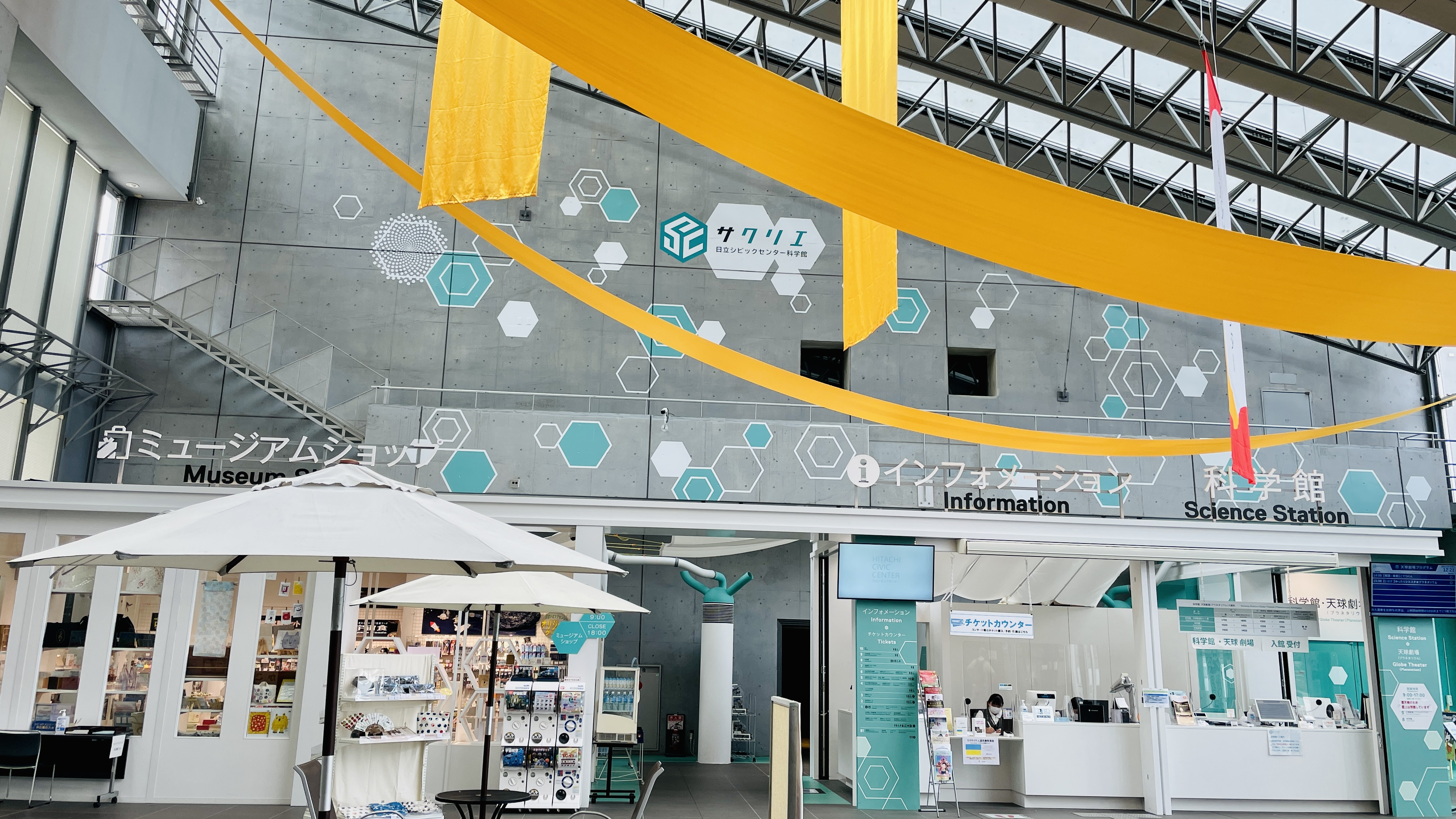
日立シビックセンター1階
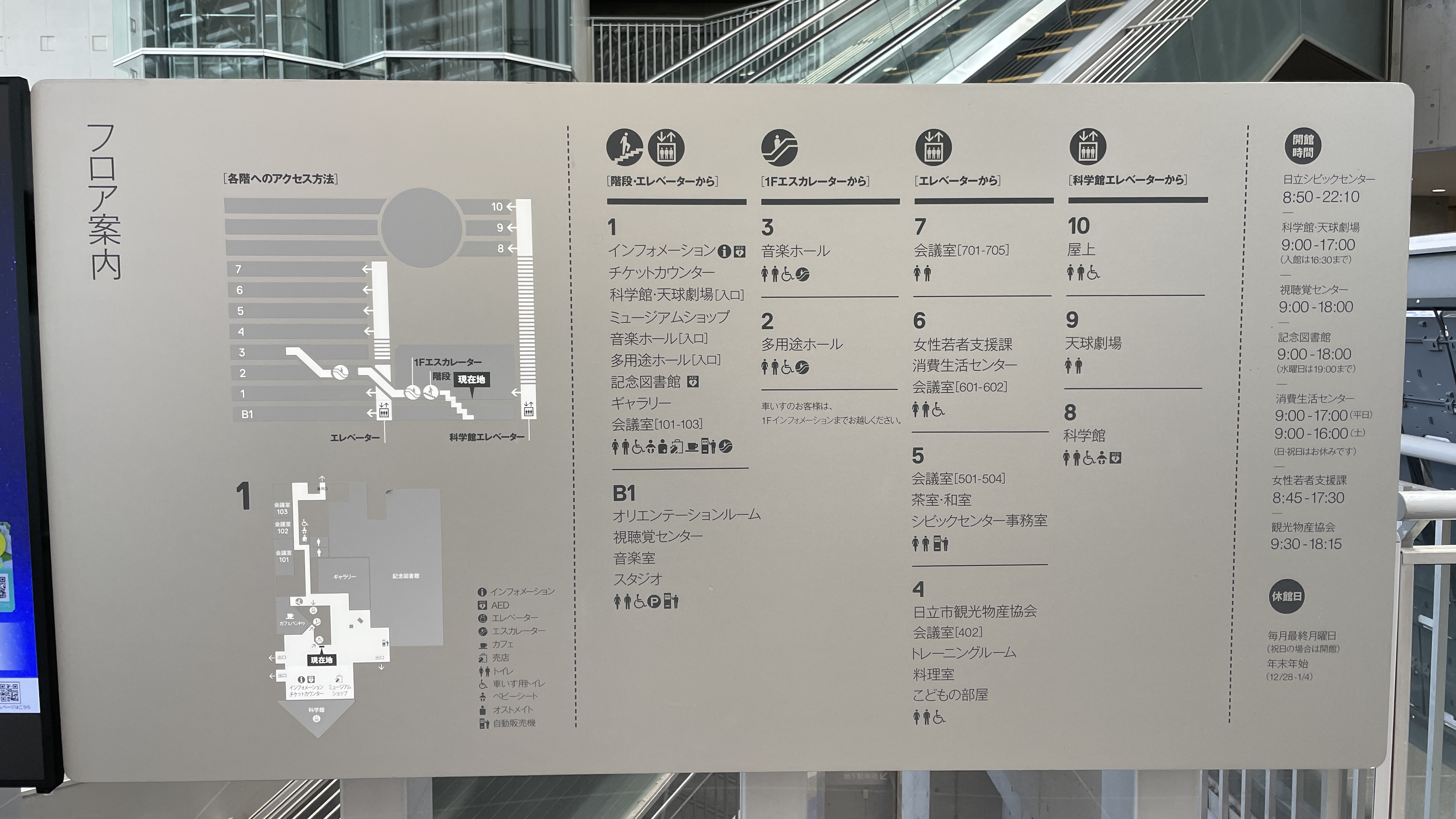
フロア案内
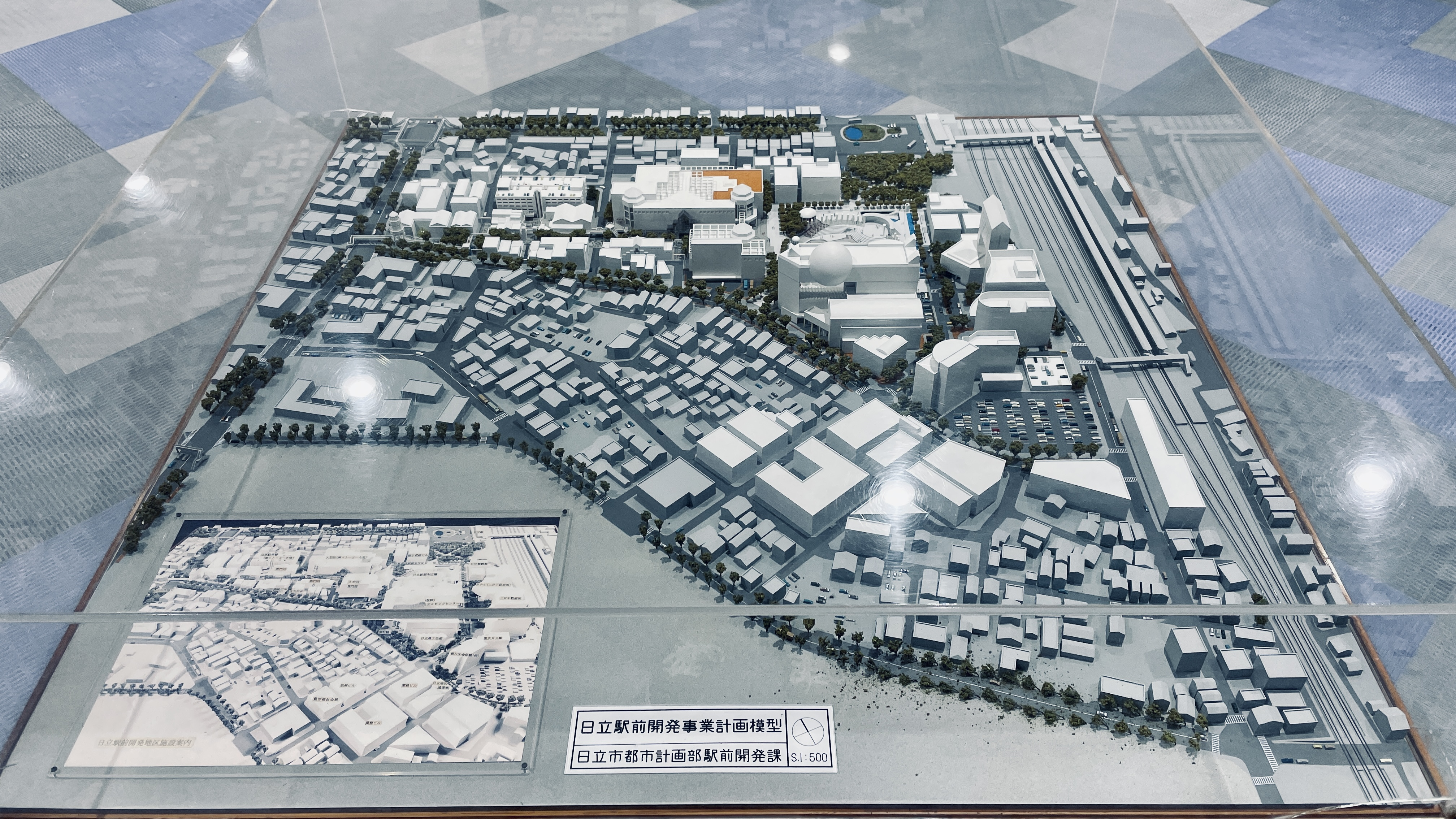
日立駅前開発事業計画模型（地下1階に展示）
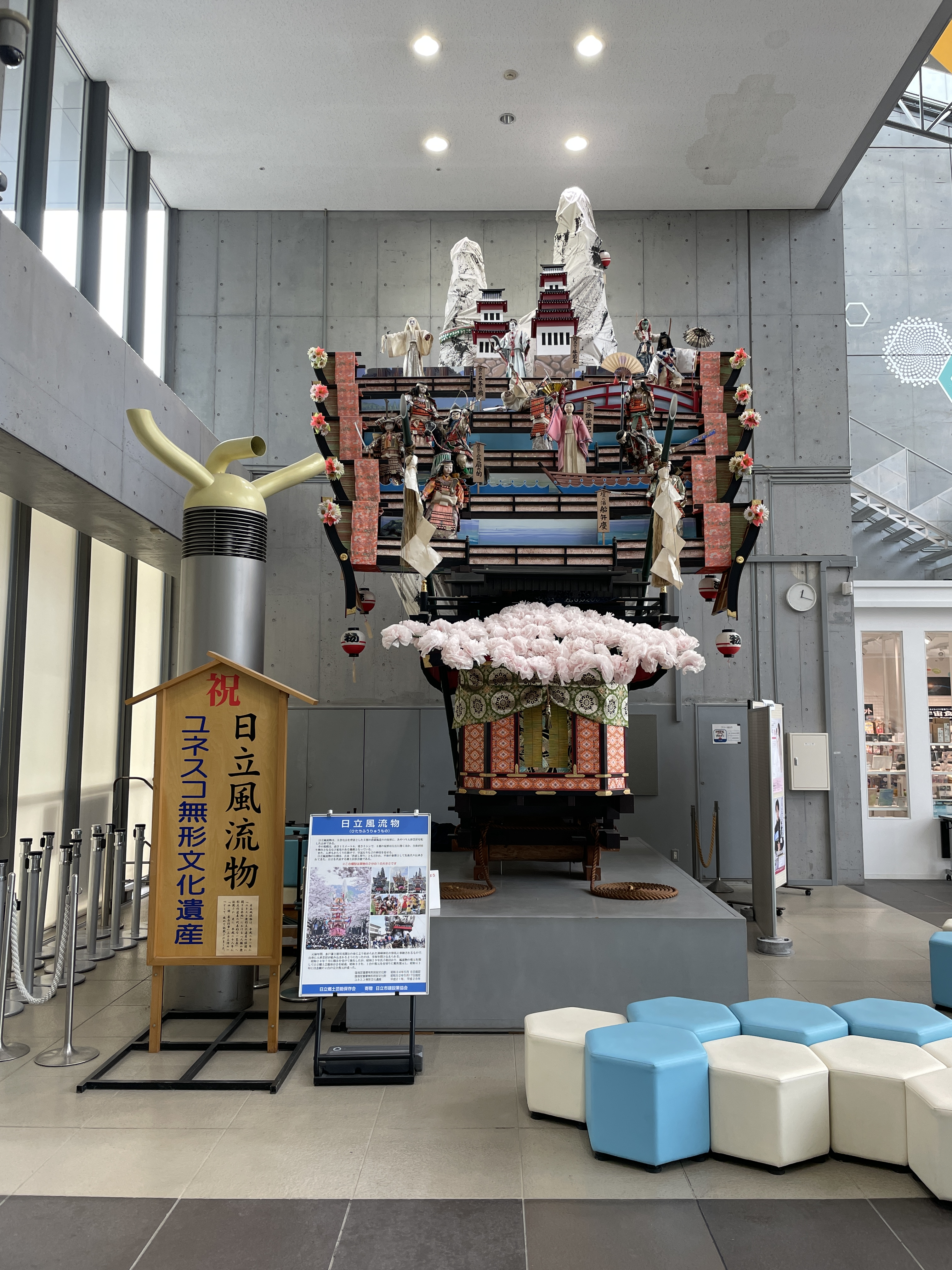
日立風流物（1階に展示）

## 施設
球状の部分は天球劇場と呼ばれるプラネタリウムとなっている。展望台の高さは約42 mである。
階下室にはパソコンが置いてあり、そこでタイピングやマウスの操作の基本が体験できる。
| 施設名                                           | フロア             | 施設概要                                                              |
| ------------------------------------------------ | ------------------ | --------------------------------------------------------------------- |
| 地下駐車場                                       | B1F                | - 営業日：1月1日を除く毎日 - 利用時間：7:00 - 22:30 - 収容台数：208台 |
| 日立市視聴覚センター                             | B1F                | 教育メディアに関するサービスや映像ソフトの貸出を行っている。          |
| 音楽室・スタジオ                                 | B1F                | 第1-4音楽室、スタジオ                                                 |
| マーブルホール・マーブルホール会議室・新都市広場 | B1F、屋外          | - マーブルホール：600 m2 - 新都市広場：9,300 m2                       |
| アトリウム                                       | 1F                 | 正面玄関を入ってすぐの大空間                                          |
| インフォメーション                               | 1F                 | 施設や催し物の案内、チケットの販売、科学館の入館受付を行う。          |
| カフェハルモニア                                 | 1F                 | ---                                                                   |
| 日立市立記念図書館                               | 1F・2F             | 詳細は「日立市立記念図書館」の記事を参照                              |
| 会議室                                           | 1F・4F・5F・6F・7F | 計16部屋                                                              |
| 特別室                                           | 1F・4F・5F         | ギャラリー、トレーニングルーム、料理室、和室、茶室、こどものへや      |
| 多用途ホール                                     | 2F                 | ホール、21-23号楽屋、主宰者控室                                       |
| 音楽ホール                                       | 3F                 | くつ箱型の音楽専用ホール。音響工学が駆使されている。                  |
| 一般社団法人 日立市観光物産協会                  | 4F                 | ---                                                                   |
| 公益財団法人 日立市民科学文化財団事務室          | 5F                 | ---                                                                   |
| 日立市女性若者支援課                             | 6F                 | ---                                                                   |
| 日立市消費生活センター                           | 6F                 | ---                                                                   |
| 日立シビックセンター科学館「サクリエ」           | 8F・9F             | 詳細は「日立シビックセンター科学館」を参照                            |
| 日立シビックセンター天球劇場                     | 9F・10F            | 詳細は「日立シビックセンター天球劇場」を参照                          |
| 展望台                                           | 10F（屋上）        | 無料                                                                  |

## 利用案内
- 開館時間
  - 施設利用：8:50 - 22:10
  - 科学館：9:00 - 17:00（最終入館16:30）
  - 図書館：9:00 - 18:00（水曜のみは9:00 - 19:00）
- 休館日：12月28日から1月4日、毎月最終月曜日（祝日の場合は開館）

## ロケ地
特撮を中心として、さまざまな作品でロケ地として使用されている。

### 映画
- 小さき勇者たち〜ガメラ〜
- 仮面ライダー×仮面ライダー 鎧武&ウィザード 天下分け目の戦国MOVIE大合戦
- 仮面ライダー 令和 ザ・ファースト・ジェネレーション

### テレビドラマ
- 仮面ライダーシリーズ（テレビ朝日・東映・ASATSU-DK）
  - 仮面ライダーウィザード
  - 仮面ライダー鎧武

### DVD
- 仮面ライダービルド 〜ハザードレベルを上げる 7つのベストマッチ〜

### Webドラマ
- 仮面ライダージオウ スピンオフ PART2『RIDER TIME 龍騎』

## アクセス
- JR常磐線日立駅から徒歩3分
- 常磐自動車道日立中央ICから8分
- 地下駐車場208台収容可能[21]。

## 周辺施設
- 平和通り（日本さくら名所100選）
- 「日立駅前開発整備事業」関連施設
  - 日立新都市広場（多目的広場・多目的ホール・地下駐車場）
  - ヒタチエ・パティオモール商店街